# فیرپولدرس
فیرپولدرس (به هلندی: Vierpolders) یک منطقهٔ مسکونی در هلند است که در بریله واقع شده‌است. فیرپولدرس ۹۹۳ نفر جمعیت دارد.